# Natuurpark Cañón del Río Lobos

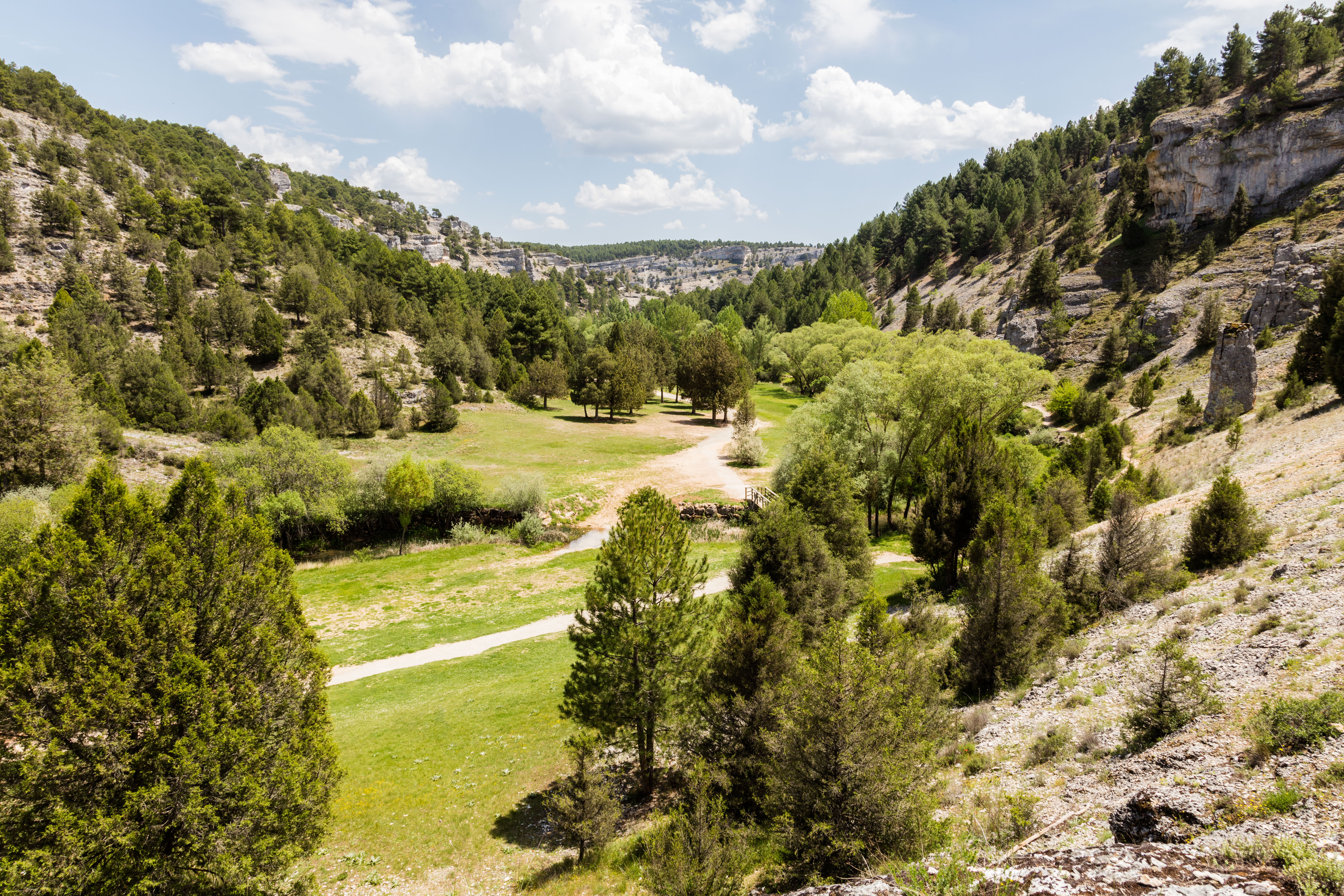

Het Natuurpark Cañón del Río Lobos (Spaans: Parque natural del Cañón del Río Lobos) is een natuurpark in Castilië en León in Spanje. Het natuurpark werd opgericht in 1985 en is 10176 hectare groot. Het natuurpark omvat de kloof van de Río Lobos met kliffen en een romaanse kluizenaarskapel (Ermita de San Bartolomé). In het park komt gier, havik, arend voor.